# Glenn Winslade
Glenn Winslade (nascut 1958) és un tenor operístic australià conegut per les seves interpretacions de rols dramàtiques com el rol del títol a Peter Grimes, Florestan a Fidelio, el rol del títol a Idomeneo, el rol del títol a La clemenza di Tito, Erik a Der fliegende Holländer, el rol del títol a Rienzi, el rol del títol a Lohengrin, el rol del títol a Tannhäuser, l'Emperador a Dau Frau ohne Schatten, Apollo a Daphne, Bacchus a Ariadne auf Naxos i Max a Der Freischütz.
Ha cantat amb Opera Australia, Metropolitan Opera, Royal Opera Covent Garden, Glyndebourne Festival, Edinburgh Festival, Bayreuth Festival, i els teatre d'òpera de Berlín, Hamburg, Dresden, Stuttgart, Viena, Zuric, Venècia, Roma, Montecarlo, París, Madrid, Lisboa, Brussel·les, Amsterdam i Moscou.

## Vida personal
Winslade va estudiar cant al Conservatori de Sydney i al de Viena. Es va casar amb la soprano Amanda Thane el 1978, es va divorciar el 1989, però es van tornar a unir el 1995 i es van tornar a casar el 1999. Amanda Thane va morir el 2012.